# Trilogy (Emerson, Lake & Palmer)
Trilogy è il quarto album, il terzo in studio, del gruppo musicale britannico di rock progressivo Emerson, Lake & Palmer, pubblicato dalla Island (catalogo ILPS-9186) nel giugno 1972.

## Registrazione
Con già all'attivo due album in studio e uno dal vivo in meno di un anno di attività, i tre musicisti entrarono in studio nell'ottobre del 1971 per lavorare a un terzo album. Le registrazioni si protrassero sino a gennaio 1972, e il disco uscì nel luglio seguente, mentre il gruppo era già impegnato in una tournée promozionale.
Per la prima volta su quest'album, il gruppo beneficiò dell'allora nuovissima tecnica di registrazione a 24 tracce. L'abuso di sovraincisioni rese però gran parte del materiale impossibile da riprodurre in concerto, il che spiega come soltanto The Sheriff e Hoedown tratti da quest'album siano poi divenuti numeri consueti nei concerti del gruppo, mentre The Endless Enigma fu eseguito solo nei tour del 1972.

## Brani

### The Endless Enigma (part one) / Fugue / The Endless Enigma (part two)
Lunga composizione di Keith Emerson con testi di Lake. Le prime due strofe e l'ultima sono separate da una tipica cadenza per pianoforte solo di Emerson, che risolve poi in una fuga a tre voci, di cui una affidata al basso elettrico di Lake.
Il testo si domanda invano il senso dell'esistenza umana (l'«eterno enigma» del titolo) deplorando al contempo facili bugie e ipocrisie varie.

### From the Beginning
Tipica ballata di Lake, il quale oltre a cantarla vi suona chitarra acustica, chitarra elettrica e basso, lasciando a Carl Palmer l'accompagnamento alle congas e poi al tamburello, mentre Emerson interviene solo nel finale con un solo al sintetizzatore Minimoog.
Nel testo, Lake si rivolge a una donna con cui ha appena avuto un'avventura, e che lo accusa di essere cinico e indelicato riguardo al loro incontro sessuale, il quale però era chiaramente deciso - come dice il titolo - fin dall'inizio.
Il brano, pubblicato anche come singolo, fu reinciso nel 1982 dal gruppo folk ceco Marsyas, con testo in lingua ceca dal titolo Studená koupel ("bagno freddo"), e nel 1995 dalla band heavy metal statunitense Dokken. Entrambe queste cover furono arrangiate in modo piuttosto fedele all'originale.

### The Sheriff
Come Jeremy Bender dal precedente album Tarkus, questa canzone obbedì alla voglia di Emerson di inserire su ogni album un brano caratterizzato dal piano honky-tonk e da un'atmosfera da saloon. Il trio, dal vivo, eseguì spesso Jeremy Bender e The Sheriff unite assieme in una sorta di medley. Il testo è una parodia del Vecchio West, in cui è il bandito a uccidere lo sceriffo e a divenire una leggenda, mentre il tutore della legge viene subito dimenticato da tutti.

### Hoedown
Altra consuetudine fissa del gruppo, quella di trascrivere opere classiche in chiave rock. La facciata A del LP si chiude con un adattamento dell'omonimo brano tratto dal balletto Rodeo del compositore contemporaneo Aaron Copland. Il brano, dall'arrangiamento molto serrato che ben si presta alle acrobazie tecniche di Emerson, divenne anche un pilastro dei concerti del gruppo, da allora in avanti.

### Trilogy
Il lato B del vinile si apre con un altro brano di considerevole durata, musicalmente caratterizzato dall'ennesimo florilegio pianistico di Emerson e dall'ulteriore esplorazione delle possibilità offerte al tastierista dal sintetizzatore modulare Moog IIIc, qui strumento solista prevalente. Il testo di Lake è una lettera d'addio a una donna amata.

### Living Sin
Brano tipicamente progressive, prevalentemente appoggiato su un articolato riff unisono basso/organo Hammond, con frequenti stacchi in tempi composti e la voce di Lake che alterna toni insolitamente gravi, quasi parlati, ad acuti improvvisi; il tutto condensato in tre minuti. Nel testo, Lake descrive per brevi flash un'ambigua e sinistra figura femminile.
La canzone fu scelta anche come lato B del singolo From the Beginning e, qualche anno dopo, del brano di Aaron Copland “Fanfare For the Common Man” tratto dal LP Works

### Abaddon's Bolero
La chiusura dell'album è affidata a un lungo brano strumentale di Emerson che, seguendo uno schema analogo a quello del celebre Bolero di Ravel (ma su tempo in 4/4, tipicamente anglosassone, e con tema totalmente originale), inizia in sordina e, ripetendo sempre lo stesso tema introdotto dall'Hammond, giunge al finale in un crescendo continuo la cui "orchestrazione" è tutta affidata ai diversi timbri del Moog IIIc che dialogano con linee di basso (anch'esse raddoppiate dal sintetizzatore) progressivamente incalzanti.

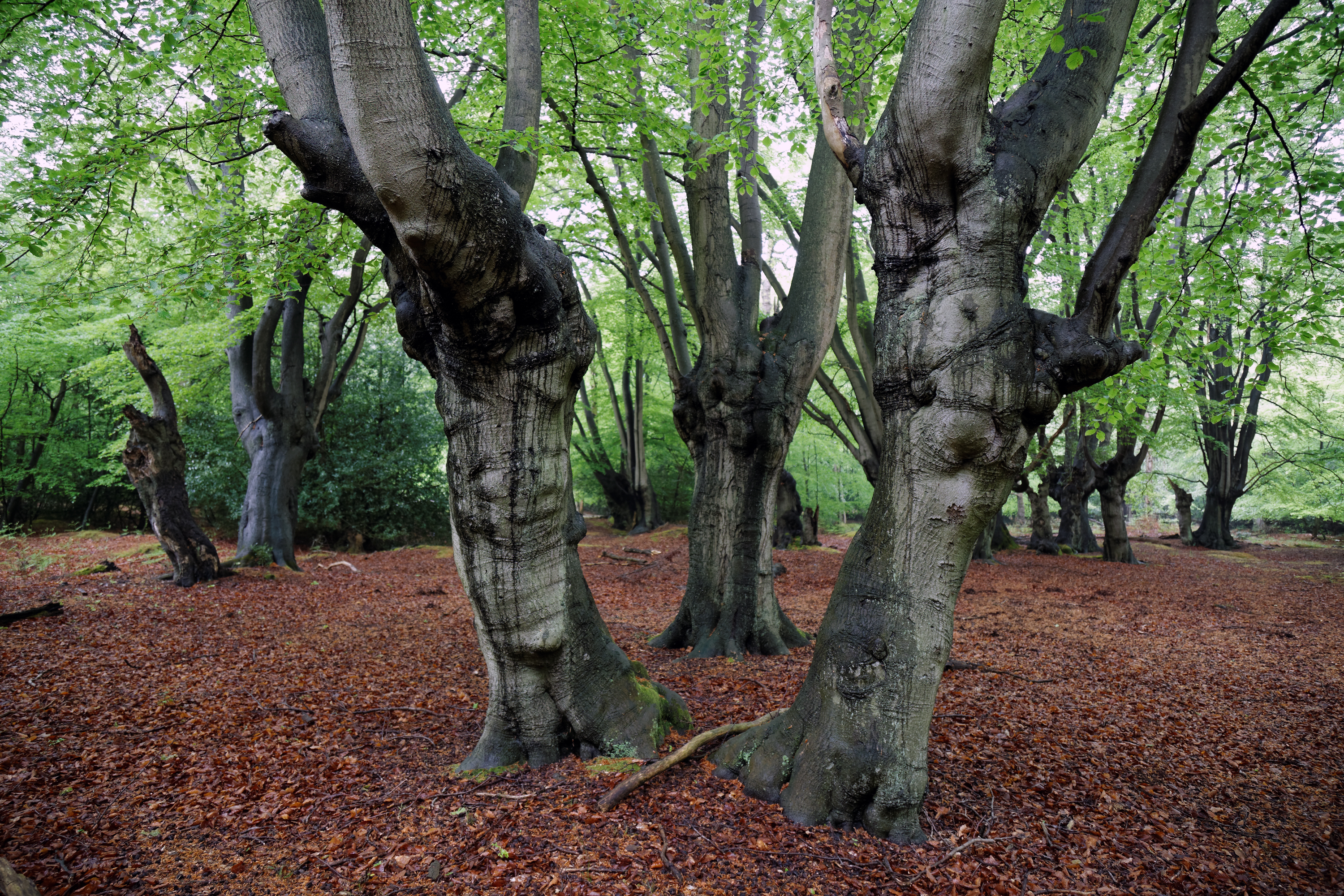
Il punto della Epping Forest in cui furono scattate le fotografie per l'interno copertina originale.

Il brano per la sua complessità poté essere riproposto dal vivo solo anni dopo, nel tour di Works del 1977, grazie alla presenza dell'orchestra al seguito del gruppo.

## Copertina
In un primo momento il trio si era ambiziosamente rivolto a Salvador Dalí per la realizzazione dell'artwork, ma l'idea sfumò di fronte al compenso richiesto dall'artista: 150.000 dollari. Il lavoro fu quindi commissionato allo studio Hipgnosis. Per la prima volta nella loro carriera, i tre musicisti figurarono in copertina: all'esterno, ritratti dal pittore Phil Crennelf come fusi in un solo corpo; all'interno, "moltiplicati" in un fotomontaggio di scatti effettuati da Storm Thorgerson nel bosco di Epping Forest, alla periferia di Londra.

## Accoglienza
L'album si piazzò al secondo posto nelle classifiche del Regno Unito e al quinto posto negli Stati Uniti (Billboard 200).
A distanza di anni, Greg Lake indicò Trilogy come il suo preferito tra tutti gli album del gruppo.

## Tracce
Lato A
1. The Endless Enigma, Part 1 – 6:37 (Keith Emerson, Greg Lake)
2. Fugue (strumentale) – 1:57 (musica: Emerson)
3. The Endless Enigma, Part 2 – 2:00 (Emerson, Lake)
4. From the Beginning – 4:14 (Lake)
5. The Sheriff – 3:22 (Emerson, Lake)
6. Hoedown (Taken from: Rodeo - strumentale) – 3:48 (musica: Aaron Copland, arr. Emerson, Lake & Palmer)

Durata totale: 21:58
Lato B
1. Trilogy – 8:54 (Emerson, Lake)
2. Living Sin – 3:11 (Emerson, Lake, Carl Palmer)
3. Abaddon's Bolero (strumentale) – 8:13 (musica: Emerson)

Durata totale: 20:18

## Formazione
- Keith Emerson – tastiere
- Greg Lake – basso, chitarra, voce
- Carl Palmer – batteria